# Мое
Мое (яп. 萌え, もえ) — японське слово жаргону отаку. Означає фетишизацію або потяг до персонажів аніме, манґи або відеоігор.

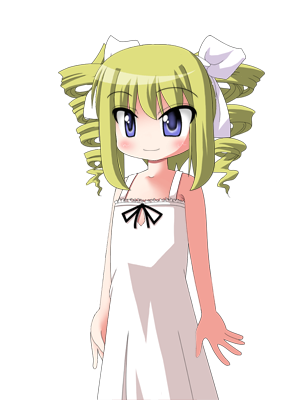
Приклад малюнку

Зараз слово використовується у ширшому сенсі і для позначення будь-якого хобі, захоплення або не сексуального фетишу, наприклад, тецудо-мое (яп. 鉄道萌え, «поїзд-мое») — пристрасний інтерес до потягів.
Вигук «Мое!» використовується серед любителів аніме при появі у будь-якому творі персонажа, якого сприйманого як «мое». Серед авторів аніме та манґи, чиї персонажі можуть бути сприйняті як «мое», склалися різні відносини до цього явища: частина авторів налаштована критично до такого сприйняття, в той час як інші активно експлуатують існуючі потреби шанувальників «мое».
Словом «мое» також може використовуватися як позначення жанру аніме та манґи, націленого на аудиторію шанувальників цього явища, зазвичай практично синонімічно з жанром «бісьодзьо», відрізняючись більшою кількістю фансервісу.

## Походження
Походження та етимологія терміна «мое» невідомі.
Джон Опплігер знайшов кілька популярних теорій походження терміна від імен героїнь аніме та манґи (Хотару Томое, Сейлор Мун, або Мое Саґісава). Деякі дослідники вважають, що термін «мое» утворився від японського слова «горіти» (яп. 燃える моеру) , тобто в ситуації його використання як «горіти від пристрасті» (чи шалено закохатися). Деякі дослідники вважають, що термін «мое» став популярним після виходу у кінці 1970-х на екрани «Замку Каліостро» Хаяо Міядзакі та появи у ньому головної героїні Кларісси.